# Gunilla Boëthius
Gunilla Elisabeth Boëthius, född 9 juni 1945 i Täby, är en svensk journalist, dramatiker och författare.

## Yrkesbana
Boëthius började vid 22 års ålder på Trelleborgs Allehanda och var därefter fyra år på Arbetarnas bildningsförbunds tidskrift Fönstret. Därefter arbetade hon tolv år på Aftonbladets kulturredaktion.
Boëthius har sedan sitt första barns födelse huvudsakligen varit verksam som dramatiker. Hon har skrivit ett antal ungdomsböcker och kom 2015 ut med sin första vuxenroman.

## Familj
Gunilla Boëthius är dotter till Brita Boëthius, född Andersén, från Björkö söder om Viborg, och den finske generalen Paavo Talvela, men växte upp i tron att Carl Gustaf Boëthius var hennes far. Hon är gift med Per Holmer och fick sitt första barn 1984.